# Botanologicon
Botanologicon es una obra escrita por el médico y botánico alemán Euricius Cordus (1486-1535) y publicada en el año 1534. 
En el Botanologicon, escrito en forma de diálogo, Cordus imagina una excursión botánica realizada por el mismo y un grupo de sus estudiantes en la vecindad de Marburgo en la década de 1530. Luego de una corta visita al propio jardín de Cordus, el grupo continua la excursión hacia fuera de los muros de la ciudad, llevando con ellos dos obras: De materia medica (Los materiales de la medicina) de Dioscórides y el recientemente publicado (1530) Herbarium vivae eicones de Otto Brunfels.
Para Cordus y sus alumnos, el mundo estaba poblado de especies de plantas ya conocidas por los antiguos, como Dioscórides, y su labor consistía básicamente en identificar las plantas que observaban con aquellas descriptas en De materia medica. Por esa razón, la mayor parte del diálogo del Botanologicon consistía en identificar adecuadamente cada especie hallada, brindando o discutiendo las diferencias en los nombres de cada planta, o las variaciones morfológicas halladas entre las descripciones de Dioscórides, el texto de Brunfels y su propia experiencia. Una de las variables que más peso tenía para Cordus en la identificación de una especie era el sabor de ciertos órganos de las plantas, carácter que consideraba "infalible". Otra característica que consideraba relevante era el hábito de crecimiento de cada especie, distinguiendo las plantas perennes de las caducas. 